# Logan Ndenbe
Logan Ndenbe, né le 9 février 2000 à La Louvière en Belgique, est un footballeur belge qui joue au poste de défenseur au Sporting de Kansas City.

## Biographie

### En club

#### Jeunesse, formation et débuts professionnels avec le KV Ostende
Logan Ndenbe est né à La Louvière d'une mère belge et d'un père camerounais, c'est ce dernier qui l'oriente vers le football et il débute assez naturellement à la RAAL Louviéroise dès l'âge de 4 ans et demi, puis passe  par le RAEC Mons, de ses 10 à ses 13 ans. Il intègre ensuite le centre de formation de l'Excel Mouscron, qu'il quitte en 2017, à l'âge de 17 ans, pour rejoindre le KV Ostende.
Le 6 mai 2018, le jeune latéral gauche fait ses débuts en première division lors du match de play-offs 2 contre le KFCO Beerschot-Wilrijk et dispute l'intégralité de la rencontre (victoire, 0-2). Il participe au total à trois matches lors de sa première saison. Lors de la saison 2018-2019, Logan Ndenbe joue lors des deux premières rencontres de championnat de la saison mais est ensuite écarté des terrains la majeure partie de la saison en raison d'une opération à la suite d'une grave blessure au genou. Il fait sa réapparition, à nouveau contre le KFCO Beerschot Wilrijk, lors de l'ultime journée des play-offs 2 en montant au jeu à huit minutes du terme en remplacement de Jelle Bataille (victoire, 1-2). Lors de la saison 2019-2020, il est tituaire et dispute l'entièreté de sept rencontres de championnat et deux matchs de coupe de Belgique, délivrant sa première passe décisive à Ronald Vargas, le 15 décembre 2019, face à La Gantoise (victoire, 2-1).

#### En avant Guingamp (2020-2021)
En fin de contrat auprès du club côtier, Logan Ndenbe troque la Belgique pour la France et s'engage pour trois ans, le 5 juin 2020, avec l'En avant de Guingamp qui évolue en Ligue 2 française,. Il dispute ses premières minutes avec ses nouvelles couleurs dès l'entame de la saison, le 22 août 2020, en montant sur le terrain à l'heure de jeu pour Pedro Rebocho face aux Chamois niortais (défaite, 0-1). Il compte seize apparitions avec le club breton lors de l'exercice 2020-2021 avant de connaître une saison exceptionnelle un an plus tard.
S'il est victime du Covid-19 après deux matchs en début de saison, l'ancien défenseur d'Ostende parvient à retrouver sa place dans l'effectif et, titularisé à douze reprises sous les ordres de Stéphane Dumont, Logan Ndenbe se voit fort sollicité lors du mercato hivernal, notamment du côté de la MLS.

#### Sporting Kansas City (depuis 2022)
|      | Major League Soccer | Twitter |
| @MLS |                     |         |

(en) Logan Ndenbe, take a bow. 🤯What a time for your first @SportingKC goal!#SportingKC // Audi #MLSCupPlayoffs
         

        30/10/2023

Le transfert de Logan Ndenbe vers le Sporting de Kansas City est officialisé le 14 janvier 2022,, il signe un contrat de trois saisons avec une option pour une saison supplémentaire avec le club américain. Il fait ses débuts avec le club en tant que titulaire lors du match d'ouverture de la saison, le 27 février 2022, face à Atlanta United (défaite, 3-1). Il débute lors de dix-neuf des vingt-deux matches de sa première saison, contribuant à trois clean-sheets. Lors de la saison suivante, Logan Ndenbe dispute vingt-cinq rencontres toutes compétitions confondues et inscrit son premier but professionnel en ouvrant la marque face à St. Louis, à la 27e minute de la première rencontre, au meilleur de trois, du premier tour des play-offs (victoire, 1-4) avant de réitérer la semaine suivante en déflorant le score, juste avant le repos, lors du deuxième match (victoire, 2-1), participant ainsi activement à la qualification de son équipe pour les demi-finales de conférence. Malheureusement pour lui, à la 62e minute de cette même rencontre, le jeune belge s'occasionne une déchirure du ligament croisé antérieur, ce qui ne l'empêche toutefois pas d'achever la rencontre mais met fin à sa saison alors qu'il est au sommet de sa forme,.
Logan Ndenbe effectue son retour après neuf mois d'absence, le 5 août 2024, face au Deportivo Toluca en Leagues Cup, en remplaçant Tim Leibold à la 72e minute de jeu (défaite, 2-1). Il débute lors de trois des cinq matches de championnat qu'il dispute, obtenant sa première titularisation lors de la rencontre à domicile contre les Colorado Rapids, le 18 septembre (victoire, 4-1). Il dispute la finale de l'US Open Cup face au Los Angeles FC d'Hugo Lloris et Olivier Giroud, mais doit s'incliner à l'issue des prolongations (défaite, 3-1) manquant ainsi de peu de remporter son premier trophée,.

### En sélections nationales
Logan Ndenbe compte huit sélections avec les moins de 17 ans belges en 2017, dont trois titularisations lors du tour élite des qualification pour le Championnat d'Europe des moins de 17 ans de la même année,. Avec les moins de 18 ans, il fait quatre apparitions lors de matchs amicaux entre novembre 2017 et mars 2018,.
Sélectionné pour la première fois par Jacky Mathijssen chez les espoirs en mars 2021, il fait ses débuts face au Kazakhstan, le 4 juin dans le cadre des éliminatoires du Championnat d'Europe espoirs 2023, lorsqu'il monte au jeu pour Killian Sardella à cinq minutes du terme (victoire, 1-3),. Il décroche sa première titularisation le 12 octobre 2021 contre le Danemark et totalise sept sélections au 26 septembre 2022,.

## Statistiques

### En club
| Saison                | Club                    | Championnat           | Championnat | Championnat | Championnat | Coupe(s) nationale(s) | Coupe(s) nationale(s) | Coupe(s) nationale(s) | Compétition(s) continentale(s) | Compétition(s) continentale(s) | Compétition(s) continentale(s) | Compétition(s) continentale(s) | Autres compétitions | Autres compétitions | Autres compétitions | Autres compétitions | Total | Total | Total |
| Saison                | Club                    | Division              | M.          | B.          | P.d.        | M.                    | B.                    | P.d.                  | Comp.                          | M.                             | B.                             | P.d.                           | Comp.               | M.                  | B.                  | P.d.                | M.    | B.    | P.d.  |
| 2017-2018             | KV Ostende              | Division 1A           | 0           | 0           | 0           | -                     | -                     | -                     | -                              | -                              | -                              | -                              | PO2                 | 3                   | 0                   | 0                   | 3     | 0     | 0     |
| 2018-2019             | KV Ostende              | Division 1A           | 2           | 0           | 0           | -                     | -                     | -                     | -                              | -                              | -                              | -                              | PO2                 | 1                   | 0                   | 0                   | 3     | 0     | 0     |
| 2019-2020             | KV Ostende              | Division 1A           | 7           | 0           | 1           | 2                     | 0                     | 0                     | -                              | -                              | -                              | -                              | -                   | -                   | -                   | -                   | 9     | 0     | 1     |
| Sous-total            | Sous-total              | Sous-total            | 9           | 0           | 1           | 2                     | 0                     | 0                     | -                              | -                              | -                              | -                              | -                   | 4                   | 0                   | 0                   | 15    | 0     | 1     |
| 2020-2021             | EA Guingamp             | Ligue 2               | 15          | 0           | 0           | 1                     | 0                     | 0                     | -                              | -                              | -                              | -                              | -                   | -                   | -                   | -                   | 16    | 0     | 0     |
| 2021-2022             | EA Guingamp             | Ligue 2               | 12          | 0           | 1           | 0                     | 0                     | 0                     | -                              | -                              | -                              | -                              | -                   | -                   | -                   | -                   | 12    | 0     | 1     |
| Sous-total            | Sous-total              | Sous-total            | 27          | 0           | 1           | 1                     | 0                     | 0                     | -                              | -                              | -                              | -                              | -                   | -                   | -                   | -                   | 28    | 0     | 1     |
| 2022                  | Sporting de Kansas City | MLS                   | 22          | 0           | 0           | 3                     | 0                     | 1                     | -                              | -                              | -                              | -                              | -                   | -                   | -                   | -                   | 25    | 0     | 1     |
| 2023                  | Sporting de Kansas City | MLS                   | 21          | 0           | 1           | -                     | -                     | -                     | LCup                           | 1                              | 0                              | 0                              | PO                  | 3                   | 2                   | 0                   | 25    | 2     | 1     |
| 2024                  | Sporting de Kansas City | MLS                   | 5           | 0           | 0           | 2                     | 0                     | 0                     | LCup                           | 2                              | 0                              | 0                              | -                   | -                   | -                   | -                   | 9     | 0     | 0     |
| 2025                  | Sporting de Kansas City | MLS                   | 22          | 1           | 0           | -                     | -                     | -                     | CCC                            | 1                              | 0                              | 0                              | -                   | -                   | -                   | -                   | 23    | 1     | 0     |
| Sous-total            | Sous-total              | Sous-total            | 70          | 1           | 1           | 5                     | 0                     | 1                     | -                              | 4                              | 0                              | 0                              | -                   | 3                   | 2                   | 0                   | 82    | 3     | 2     |
| Total sur la carrière | Total sur la carrière   | Total sur la carrière | 106         | 1           | 3           | 8                     | 0                     | 0                     | -                              | 4                              | 0                              | 0                              | -                   | 7                   | 2                   | 0                   | 125   | 3     | 3     |

## Palmarès

### En club
|  |  | Sporting Kansas City - Coupe des États-Unis : - Finaliste : 2024. |